# Stanko Perpar
Stanko Perpar, slovenski atlet, * 25. januar 1899, Planina pri Rakeku, Kranjska, Avstro-Ogrska, † 5. april 1966, Logatec, SR Slovenija, SFRJ.
Perpar je za Kraljevino SHS nastopil na Poletnih olimpijskih igrah 1924 v Parizu, kjer je mdr. nastopil v teku na 200 metrov. Izpadel je v predtekmovanju. V poznejšem življenju je bil zdravnik v Logatcu.
Bil je brat slovenske kemičarke Marije Perpar- Fife.